# Escuela y Liceo Vocacional Sarmiento (UNT)
La Escuela y Liceo Vocacional Sarmiento, conocida simplemente como Escuela Sarmiento, es una escuela coeducativa de educación media preuniversitaria, dependiente de la Universidad Nacional de Tucumán. 
Se fundó el 31 de marzo de 1904.
Se caracteriza por su orientación vocacional, por el uso de un sistema de autodisciplina y de un régimen de tutorías, y por la amplia participación que tienen las alumnas y los alumnos.
Las estudiantes ingresan a educación preescolar por sorteo y egresan de la secundaria completa con el título de Bachiller: Científico; Humanista; Técnico Contable; (según orientación elegida).

## Tutorías

### Tutorías estudiantiles
La tutoría estudiantil es el principal pilar que sostiene a la Sarmiento, sin ella no poseería las tradiciones que tiene actualmente, ya que es por medio de la misma que se transmiten de generación en generación perdurando por grandes cantidades de años en la institución. Las encargadas de realizar esta labor son las alumnas de 9.º,10.º y 11.º, los cursos que tienen tutoritas son desde 5.º a 8.º. Se forma así un grupo de tutoritas por curso quienes estarán encargadas de las dos divisiones (A y B). Las funciones de las tutorias estudiantiles son básicamente transmitir las tradiciones de la escuela, como así también sus experiencias en la escuela; mejorar la convivencia entre las integrantes del curso tutoriado, ayudar en el proceso de adaptación a la secundaria de las alumnas más chicas, servir de soporte, aconsejar, proteger, brindar apoyo emocional a las pupilas y resolver problemas que surjan entre las mismas; entre muchas otras. A partit de 9.º no se poseen tutoritas, ya que se considera que han obtenido el apoyo y las experiencias necesarias de sus tutoritas para desempeñarse por su cuenta en el ámbito de la escuela y que entonces están listas para asumir la tutoría.

### Tutoría docente
La tutoría docente es ejercida, como indica su nombre, por un profesor, el cual es elegido por las propias alumnas mediante votación. Cada división de todos los cursos de la escuela tiene un docente de la institución que se desempeña como su tutor. El profesor tutor principalmente trata problemas a nivel académico (mayormente) y representan a sus tutoriadas frente a los padres de las mismas, los demás profesores y autoridades de la escuela; pero también trata con sus pupilas (en conjunto con las tutoritas). Los tutores profesores también organizan las giras de estudio con colaboración de los estudiantes.

## Campamento mayor y Campantito
En la Escuela Sarmiento hay dos campamentos distintos que se realizan cada año, uno llamado Campamento Menor o Campantito y otro llamado Campamento Mayor o Campanto.
El campantito es organizado por una comisión de 45 alumnas de 9º, 10º y 11º para las alumnas de 6º y 7º, (8º no asiste a Campantito).
El campanto es organizado por todo el 10.º curso para las alumnas de 8.º, 9º, 10º y 11º curso.

### El juego del zorro
El juego del zorro, es un juego muy tradicional y especial en la escuela. En campantito el juego está organizado por la comisión; y el campamento, por 11º. Es un juego donde, entre las alumnas, eligen una representante llamada "ZORRO", por lo general muy querida, y se la disfraza con un traje negro especial, para que las chicas no sepan su identidad. Además por cada curso hay un "ZORRINO" con traje blanco, también elegida entre todas por votación. El juego consiste en adivinar, por pistas, quiénes son lo zorrinos de los cursos y el zorro. En el caso de campamento, 11º, además de su zorro, tiene también zorrinos de colores

## Revista "Así Somos"
La revista de la escuela, "Así Somos", contiene artículos tanto graciosos como informativos. Los mismos son aportados por alumnas de la misma escuela y editados por las encargadas de la revista que cada año son dos chicas nuevas elegidas mediante votos.

## La semana de La Escuela
Dura por lo general seis días en los cuales las alumnas no asisten a clases. Para la misma hay mucha organización en las actividades tanto en la semana interna como en la externa.

### Semana interna
En la semana interna solo asisten alumnas de la misma Escuela Sarmiento pasando tiempo juntas, diviértandose, tratando de no perder ese amor por la escuela.Son tres días llenos de actividades como juegos: lanzarse pintura o merengue, la búsqueda del tesoro que se realiza por todo el microcentro siguiendo pistas, se trabaja en grupo por cursos, se cocinan bollos y se toman con mate todas juntas en el patio, etc. Esas son algunas de las actividades internas que son organizadas por las mismas alumnas. También hay muchos talleres como ser baile de acrobacias en telas, juegos deportivos:hockey, softball, fútbol, vóley.

### Semana externa
Suelen ser 1 o 3 días: el día de coreografías en el que se presentan chicas y chicos de diferentes escuelas o colegios a bailar y el día del desfile artístico cuya temática cambia año a año. Este requiere de mucho ensayo y dedicación así como también armar los propios trajes para el desfile. Suele ser un día con mucha concurrencia, para ver este desfile va gente tanto perteneciente a la escuela como exterior a ella.

## Centro de Estudiantes de la Escuela Sarmiento (CEES)
El CEES es una organización democrática de representación de las estudiantes dentro de la Escuela y está compuesto por todas las alumnas de la misma. Sus objetivos son, entre otros: defender sus derechos como estudiantes, representarlas ante directivos, realizar actividades académicas, sociales y culturales, u otras que contribuyan a la integración tanto en la casa de estudios como con la comunidad.
Posee un estatuto donde están establecidos todos los fines, los deberes y derechos de las alumnas, la administración, las funciones de las autoridades, los sistemas de elección, y la organización de las asambleas.
En el CEES la máxima autoridad es la presidenta y le sigue la vicepresidenta. Junto a estos cargos se encuentran las secretarias, lideradas por una secretaria y subsecretarias. Las secretarias con las que cuenta el CEES son: Exteriores, Interiores, Deportes, Tutoría, así Somos, Prensa y Difusión, Cultura, Finanzas. Cada Secretaria realiza reuniones periódicas a las que pueden asistir todas las alumnas que lo deseen, incorporándose a ellas y colaborando con sus actividades.
La Asamblea General es la reunión que convoca a las autoridades de todas las Secretarias, las Delegadas de cada curso y está liderada por la presidenta y la Vicepresidenta. A dicha Asamblea también asisten todas las alumnas de la Escuela. Se Sesiona por lo general una vez a la semana.

## Dispositivos disciplinarios
En la escuela Sarmiento se toma asistencia pero no existen dispositivos de disciplinamiento o castigo frente a las "malas conductas", tales como sanciones o amonestaciones. En cambio, rige la autodisciplina.